# Paradesis auguralis
Paradesis auguralis är en tvåvingeart som först beskrevs av Mario Bezzi 1908.  Paradesis auguralis ingår i släktet Paradesis och familjen borrflugor. Inga underarter finns listade i Catalogue of Life.